# Tempête et Châtiments
Pour les articles homonymes, voir Tempête (homonymie).
Albums de L'Ange Vert
Les Armes de Bretagne
(1997) Vol de nuit
(2000)
Tempête et Châtiments est le troisième album du groupe de rock celtique L'Ange Vert.

## Titres
| 1.    | Jo                           |  |
| 2.    | Tempête et Châtiments        |  |
| 3.    | L'Homme qui regardait la mer |  |
| 4.    | Kozh ha yaouang              |  |
| 5.    | Les Ports de déplaisance     |  |
| 6.    | Le Voyage                    |  |
| 7.    | Gardien de lumière           |  |
| 8.    | Impasse du large             |  |
| 9.    | Son ar Scorff                |  |
| 10.   | Pleiben-Alre                 |  |
| 44:42 |                              |  |

## Formation
- Éric Vasse : chant, guitares acoustique et électrique
- Bruno Rouillé : harmonicas diatoniques et chromatiques, bombardes, chant
- Éric Daniel : basses
- Stéphane Archan : guitares électriques et acoustiques, mandoline
- Christophe Archan : batterie, percussions, tin whistle, chant

Avec également :
- Arnaud Soufflet : trombone et trompette sur Son ar Scorff
- Éric Besson : guitare Stratocaster et Dobro sur Le Voyage